# Candiharjo
Candiharjo is een bestuurslaag in het regentschap Mojokerto van de provincie Oost-Java, Indonesië. Candiharjo telt 2508 inwoners (volkstelling 2010).